# Brierfield, Australien
Brierfield är en ort i Australien. Den ligger i kommunen Bellingen och delstaten New South Wales, i den sydöstra delen av landet, omkring 410 kilometer nordost om delstatshuvudstaden Sydney. Orten hade 333 invånare år 2016.
Närmaste större samhälle är Nambucca, omkring 17 kilometer sydost om Brierfield.
I omgivningarna runt Brierfield växer i huvudsak städsegrön lövskog. Runt Brierfield är det glesbefolkat, med 11 invånare per kvadratkilometer. Genomsnittlig årsnederbörd är 1 585 millimeter. Den regnigaste månaden är januari, med i genomsnitt 310 mm nederbörd, och den torraste är oktober, med 7 mm nederbörd.